# Бочкова, Варвара Сергеевна
Варвара Сергеевна Бочкова (род. 13 декабря 2001, Краснослободск) — российский театральный деятель, актриса

 театра и кино. Лауреат театральной премии «Хрустальная Турандот 2025».

## Биография
Варвара Бочкова родилась в 2001 году в Краснослободске Волгоградской области.
С 2012 по 2016 годы проходила обучение в Академии Русского балета имени А. Я. Вагановой. После завершения обучения в школе поступила в Театральный институт имени Б. В. Щукина. Обучалась в мастерской К. Пирогова. Окончила институт в 2024 году.
С 2024 года актриса труппы Московского академического театра имени Владимира Маяковского. Задействована в постановках: «Евгений Онегин» А. Пушкин — Татьяна Ларина, «Багдадский вор и чёрная магия» Ю. Энтин, Д. Тухманов — Восточный базар, «Другая сказка» — Фрейлина.
В 2025 году удостоена театральной премии «Хрустальная Турандот» в номинации «Лучший дебютант», за роль Татьяны Лариной в спектакле «Евгений Онегин».
В 2019 году дебютировала в кино, роль Евгении в фильме «Тайна следствия. XIX век».

## Репертуар и театральные роли
Московский академический театр имени Владимира Маяковского:
- Татьяна Ларина. "«Евгений Онегин»;
- «Багдадский вор и чёрная магия»;
- Фрейлина — «Другая сказка».

## Работы в кино
- 2019 — «Тайна следствия. XIX век» (Евгения);
- 2020 — «Зоя» (эпизод);
- 2025 — «Гамлет» (в производстве);

## Награды
- 2025 — лауреат национальной театральной премии «Хрустальная Турандот 2025».